# Parker Young
Parker Charles William Young, lepiej znany jako Parker Young (ur. 16 sierpnia 1988 w Tucson) – amerykański aktor i model. Popularność przyniosła mu rola Ryana Shay w sitcomie ABC Podmiejski czyściec.

## Życiorys

### Wczesne lata
Urodził się w Tucson w stanie Arizona jako najstarsze dziecko Zariny i Karla Youngów. Ma brata Nelsona i siostrę Alexis. Uczęszczał do Catalina Foothills High School, gdzie był kapitanem drużyny futbolowej na pozycji biegacza (running back). Za namową swojego nauczyciela dramatu zainteresował się aktorstwem. Po skończeniu szkoły przeniósł się do Los Angeles, gdzie rozpoczął karierę przy Pepperdine University.

### Kariera
Początkowo pracował jako model dla Tommy’ego Hilfigera i Calvina Kleina. Pojawił się jako dostawca w operze mydlanej NBC Dni naszego życia (Days of our Lives, 2008). Potem przez trzy sezony grał postać Ryana Shaya, głupiego, zapalonego sportowca chłopaka Tessy Altman w sitcomie ABC Podmiejski czyściec (Suburgatory, 2011–2014). W 2013 roku dostał główną rolę szeregowego Randy’ego Hilla, najmłodszego z trzech braci w serialu komediowym Fox Enlisted, który zdjęto z po jednym sezonie.

## Życie prywatne
Ze związku ze Stephanie Webber ma córkę Jaxon Orion (ur. 2018).

## Wybrana filmografia
| Rok       | Tytuł oryginalny                       | Tytuł polski                         | Rola                 | Notatki                             |
| --------- | -------------------------------------- | ------------------------------------ | -------------------- | ----------------------------------- |
| 2008      | Days of our Lives                      | Dni naszego życia                    | Dostawca             |                                     |
| 2008      | Gingerdead Man 2: Passion of the Crust |                                      | Cornelius            |                                     |
| 2009      | Nightfall                              |                                      | Jamie Parker         |                                     |
| 2010      | Killer Reality                         | Zabójcza wizja                       | Ross Freeman         | Główny bohater                      |
| 2010      | Cupid’s Arrow                          |                                      | Tony                 |                                     |
| 2010      | Big Time Rush                          |                                      | Travis               | Odcinek: „Big Time Break”           |
| 2010      | Make It or Break It                    | Za wszelką cenę                      | Przystojniak #1      | Odcinek: „Party Gone Out of Bounds” |
| 2011      | Tainted Rose                           |                                      | Anthony              |                                     |
| 2011      | CSI: NY                                | CSI: Kryminalne zagadki Nowego Jorku | Thad Wolff           | Odcinek: "Get Me Out of Here!”      |
| 2011–2014 | Suburgatory                            | Podmiejski czyściec                  | Ryan Shay            | Rola drugoplanowa                   |
| 2012      | Mad Men                                |                                      | Jim Hanson           | Odcinek: „Signal 30"                |
| 2012      | Jane by Design                         |                                      | Aiden Chase          | Odcinek: „The Celebrity”            |
| 2014      | Enlisted                               |                                      | Szeregowy Randy Hill | Główna rola                         |
| 2014      | Animal                                 | Bestia/Animal                        | Jeff                 |                                     |
| 2014      | Sex Ed                                 |                                      | Montana              |                                     |
| 2014      | Polis                                  |                                      | David                |                                     |
| 2015      | Things You Shouldn’t Say Past Midnight |                                      |                      |                                     |
| 2015      | Fourth Man Out                         |                                      | Chris                |                                     |
| 2015-2020 | Arrow                                  |                                      | Alex Davis           |                                     |